# Aleksandra Koroukovets
Aleksandra Petrovna Koroukovets (en russe : Александра Петровна Коруковец) (née Sorokina le 1er octobre 1976 à Stepnoe) est une ancienne joueuse de volley-ball russe. Elle mesure 1,86 m et jouait au poste d'attaquante. 

## Clubs
| Club                 | De        | À         |
| -------------------- | --------- | --------- |
| Ouralotchka NTMK     | 1993-1994 | 1995-1996 |
| Universitet Belgorod | 1996-1997 | 2003-2004 |
| VBC Voléro Zurich    | 2004-2005 | 2004-2005 |
| Arzano Volley        | 2005-2006 | 2005-2006 |
| Fakel Novy Ourengoï  | 2006-2007 | 2006-2007 |
| Omitchka Omsk        | 2011-2012 | 2011-2012 |
| Volley 2002 Forlì    | 2012-2013 | 2012-2013 |
| Politekh Koursk      | 2013-2014 | 2013-2014 |
| Ienisseï Krasnoïarsk | 2014-2015 | 2014-2015 |

## Palmarès

### Équipe nationale
- Jeux olympiques
  -  2004 à Athènes
- Grand Prix mondial
  - Vainqueur : 2002.
- Championnat d'Europe des moins de 20 ans
  - Finaliste : 1992, 1994.
- Championnat du monde des moins de 18 ans
  - Vainqueur : 1993.

### Clubs
- Coupe des champions
  - Finaliste : 1996.
- Championnat de Suisse
  - Vainqueur : 2005.
- Coupe de Suisse
  - Vainqueur : 2005.
- Championnat de Russie
  - Finaliste : 2001, 2003.